# (20044) Vitoux
(20044) Vitoux ist ein Asteroid des mittleren Hauptgürtels, der am 23. März 1993 von dem belgischen Astronomen Eric Walter Elst am Schmidt-Teleskop des französischen Observatoire de Calern bei Grasse (IAU-Code 010) entdeckt wurde. Eine unbestätigte Sichtung des Asteroiden hatte es vorher schon am 6. September 1978 unter der vorläufigen Bezeichnung 1978 RD11 am La-Silla-Observatorium der Europäischen Südsternwarte in Chile gegeben.
Der Asteroid gehört zur Eunomia-Familie, einer nach (15) Eunomia benannten Gruppe, zu der vermutlich fünf Prozent der Asteroiden des Hauptgürtels gehören. Nach der SMASS-Klassifikation (Small Main-Belt Asteroid Spectroscopic Survey) wurde bei einer spektroskopischen Untersuchung von Gianluca Masi, Sergio Foglia und Richard P. Binzel bei (20044) Vitoux von einer hellen Oberfläche ausgegangen, es könnte sich also, grob gesehen, um einen S-Asteroiden handeln. Eine spätere Berechnung der Albedo ergab einen Wert von 0,288 (±0,069).
Der mittlere Durchmesser des Asteroiden wurde mit 4,941 (±0,123) km berechnet.
(20044) Vitoux wurde am 16. März 2014 nach dem französischen Schriftsteller und Journalisten Frédéric Vitoux benannt. Im Benennungstext besonders hervorgehoben ist sein Roman aus dem Jahre 1976 Bébert, le chat de Louis-Ferdinand Céline.